# آرتور سیرک
آرتور سیرک (انگلیسی: Artur Sirk; ۲۵ سپتامبر ۱۹۰۰ – ۲ اوت ۱۹۳۷) شخصیت سیاسی و نظامی اهل استونی بود. وی به‌عنوان یک کهنه‌سرباز مبارز استقلال بود اما بعداً با گرایش راست سیاسی مخالف صریح دولت شد.
سیرک در ۲ اوت ۱۹۳۷ پس از سقوط از پنجره هتل در شهر اشترناخ به صورت مشکوک درگذشت..